# 埃特拉普
埃特拉普（法語：Étrappe，法語發音：[etʁap]）是法国杜省的一个市镇，属于蒙贝利亚尔区。

## 地理
埃特拉普（47°28'27"N, 6°34'46"E）面积2.92 平方千米，位于法国勃艮第-弗朗什-孔泰大區杜省，该省份为法国东部内陆省份，北起上索恩省，西接汝拉省，东部及东南部与瑞士接壤，东北部与贝尔福地区省接壤。
与埃特拉普接壤的市镇（或旧市镇、城区）包括：奥南、阿普南、热内。

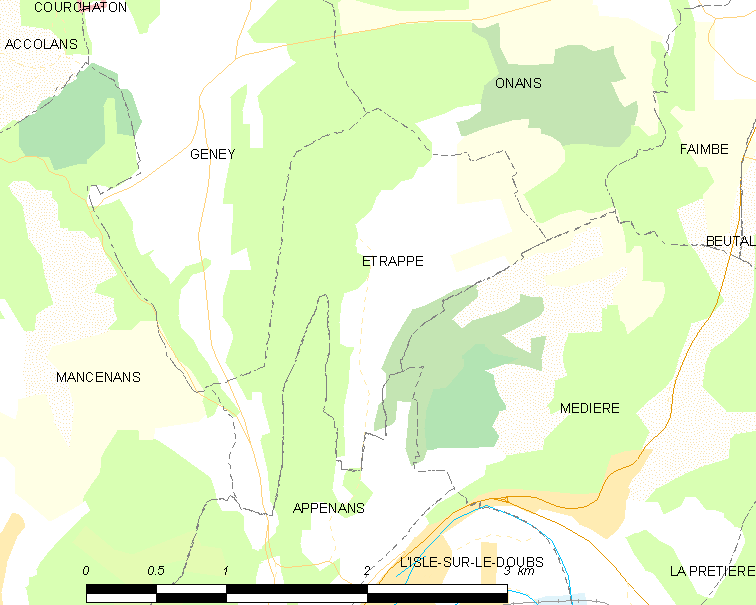
埃特拉普的OSM定位图

埃特拉普的时区为UTC+01:00、UTC+02:00（夏令时）。

## 行政
埃特拉普的邮政编码为25250，INSEE市镇编码为25226。

## 政治
埃特拉普所属的省级选区为巴旺县。

## 人口

1962-2008年间埃特拉普人口变化图示

埃特拉普于2022年1月1日时的人口数量为204人。